# Grand Prix automobile de France 2004
GP précédent GP suivant
Le Grand Prix automobile de France 2004 (Formula 1 Mobil 1 Grand Prix de France 2004), disputé sur le circuit de Nevers Magny-Cours à 12 km au sud de Nevers le 4 juillet 2004, est la 723e épreuve du championnat du monde de Formule 1 courue depuis 1950 et la dixième manche du championnat 2004.

## Annulation du Grand Prix puis retour au calendrier
Le 21 novembre 2003, Marcel Charmant, président du conseil général de la Nièvre, qui est l'actionnaire majoritaire de la société d'économie mixte propriétaire du circuit de Nevers-Magny-Cours, annonce son intention de ne pas organiser l'épreuve en 2004 pour « faire une pause » dans le financement du Grand Prix de France, déficitaire lors des deux précédentes éditions. La société d'économie mixte n'est alors pas en mesure de payer le plateau de pilotes exigés par Bernie Ecclestone, propriétaire des droits commerciaux de la Formule 1,,.
Après cette annulation, Bernie Ecclestone annonce cependant avoir signé un contrat de cinq ans avec le président du directoire du circuit de Magny-Cours, pour l'organisation du Grand Prix de France de 2005 à 2009.
Pour assurer la présence du Grand Prix de France au calendrier de la saison 2004, la Fédération française du sport automobile (FFSA) met immédiatement en place un groupe de travail pour définir un plan de sauvetage.
Le 12 décembre 2003, la FIA annonce l'inscription officielle du Grand Prix de France à la date du 4 juillet. À cette date devait avoir lieu le Grand Prix de Grande-Bretagne mais, profitant de l'annonce de l'annulation du Grand Prix de France, l'épreuve a été décalée au 11 juillet ; les Britanniques évitent ainsi la concurrence avec la finale de l'Euro 2004 et la finale messieurs de Wimbledon,.
La FIA demande malgré tout deux garanties avant le 31 décembre 2003 : la confirmation d'un contrat finalisé entre la FFSA et Bernie Ecclestone, à travers sa société Formula One Management et l'accord unanime des dix écuries engagées dans le championnat du monde pour valider le changement de date.
Le 19 décembre 2003, la FFSA annonce que toutes les garanties nécessaires à l'organisation du Grand Prix de France sont réunies. Le changement de date du 11 au 4 juillet 2004 est accepté avec l'accord de toutes les écuries et la FFSA obtient également une caution de sept millions d'euros (correspondant au montant de la logistique globale de la course) auprès des collectivités locales et des industriels impliqués dans la Formule 1.
Après un accord avec Bernie Ecclestone, la FFSA accepte d'être, pour la première fois, promoteur et organisateur du Grand Prix de France et ce, jusqu'en 2009, tandis que le conseil général de la Nièvre demeure propriétaire du circuit et chargé de sa maintenance.

## Engagés
Les dix écuries inscrites au championnat du monde 2004 sont toutes présentes au Grand Prix de France. Concernant les vingt pilotes titulaires, on enregistre un seul forfait : celui de Ralf Schumacher (Williams), victime d'un accident lors du Grand Prix des États-Unis, le 20 juin. Selon les médecins, Ralf Schumacher souffre de deux fractures à la colonne vertébrale et doit rester au repos durant huit à douze semaines. C'est Marc Gené, pilote-essayeur de l'écurie Williams qui le remplace pour la manche française. Son coéquipier, Juan Pablo Montoya, déclare souhaiter le maintien de Gené à ses côtés tout au long de la convalescence de Schumacher plutôt que de voir Williams changer de pilote à chaque course.
Cinq pilotes participent également aux Essais libres du vendredi : Anthony Davidson (BAR), Björn Wirdheim (Jaguar), Ricardo Zonta (Toyota), Timo Glock (Jordan) et Bas Leinders (Minardi).
Pour ce Grand Prix, McLaren introduit une nouvelle monoplace, la MP4-19B, évolution de la MP4-19 qui se distingue par un arrière repensé. Williams a également retravaillé sa monoplace, largement modifiée au niveau des pontons, qui sont désormais beaucoup plus arrondis. Sur les pontons figurent aussi des ailettes et des « ouies de requin ». Des petites ailettes sont également ajoutées sur les côtés du museau, au-dessus des suspensions.
| Écurie                     | Constructeur | Châssis | Moteur       | Pneus | no | Pilotes              | Troisième pilote |
| -------------------------- | ------------ | ------- | ------------ | ----- | -- | -------------------- | ---------------- |
| Scuderia Ferrari Marlboro  | Ferrari      | F2004   | Ferrari V10  | B     | 1  | Michael Schumacher   | Aucun            |
| Scuderia Ferrari Marlboro  | Ferrari      | F2004   | Ferrari V10  | B     | 2  | Rubens Barrichello   | Aucun            |
| BMW Williams F1 Team       | Williams     | FW26    | BMW P84 V10  | M     | 3  | Juan Pablo Montoya   | Aucun            |
| BMW Williams F1 Team       | Williams     | FW26    | BMW P84 V10  | M     | 4  | Marc Gené            | Aucun            |
| West McLaren Mercedes      | McLaren      | MP4-19B | Mercedes V10 | M     | 5  | David Coulthard      | Aucun            |
| West McLaren Mercedes      | McLaren      | MP4-19B | Mercedes V10 | M     | 6  | Kimi Räikkönen       | Aucun            |
| Mild Seven Renault F1 Team | Renault      | R24     | Renault V10  | M     | 7  | Jarno Trulli         | Aucun            |
| Mild Seven Renault F1 Team | Renault      | R24     | Renault V10  | M     | 8  | Fernando Alonso      | Aucun            |
| Lucky Strike BAR Honda     | BAR          | 006     | Honda V10    | M     | 9  | Jenson Button        | Anthony Davidson |
| Lucky Strike BAR Honda     | BAR          | 006     | Honda V10    | M     | 10 | Takuma Satō          | Anthony Davidson |
| Sauber Petronas            | Sauber       | C23     | Petronas V10 | B     | 11 | Giancarlo Fisichella | Aucun            |
| Sauber Petronas            | Sauber       | C23     | Petronas V10 | B     | 12 | Felipe Massa         | Aucun            |
| Jaguar Racing              | Jaguar       | R5      | Cosworth V10 | M     | 14 | Mark Webber          | Björn Wirdheim   |
| Jaguar Racing              | Jaguar       | R5      | Cosworth V10 | M     | 15 | Christian Klien      | Björn Wirdheim   |
| Panasonic Toyota Racing    | Toyota       | TF104   | Toyota V10   | M     | 16 | Cristiano da Matta   | Ricardo Zonta    |
| Panasonic Toyota Racing    | Toyota       | TF104   | Toyota V10   | M     | 17 | Olivier Panis        | Ricardo Zonta    |
| Jordan Ford                | Jordan       | EJ14    | Ford V10     | B     | 18 | Nick Heidfeld        | Timo Glock       |
| Jordan Ford                | Jordan       | EJ14    | Ford V10     | B     | 19 | Giorgio Pantano      | Timo Glock       |
| Minardi Cosworth           | Minardi      | PS04B   | Ford V10     | B     | 20 | Gianmaria Bruni      | Bas Leinders     |
| Minardi Cosworth           | Minardi      | PS04B   | Ford V10     | B     | 21 | Zsolt Baumgartner    | Bas Leinders     |

## Résultats des Essais libres

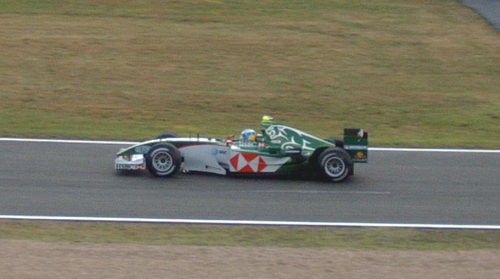
Björn Wirdheim sur Jaguar R5 lors des Essais libres du vendredi.

Les Essais libres se déroulent le vendredi de 11h00 à 12h00 puis de 14h00 à 15h00 et le samedi de 10h00 à 10h45 puis de 11h15 à 12h00.
À l'exception des quatre écuries classées en tête du championnat écoulé, toutes les équipes peuvent aligner une troisième monoplace lors des essais libres du vendredi sous réserve que le pilote d'essais n'ait pas disputé plus de six Grands Prix au cours des deux saisons écoulées.
La pluie perturbe les Essais libres du vendredi et les écuries roulent assez peu. Sept pilotes n'établissent aucun temps de référence en raison des conditions climatiques, dont le Finlandais  Kimi Raïkkönen et l'Ecossais David Coulthard (McLaren-Mercedes). Deux pilotes se font piéger : Juan Pablo Montoya, victime d'un aquaplanage au virage n°6, détruisant ainsi sa monoplace et Ricardo Zonta qui fait un passage par les graviers avant de revenir sur la piste,,,.
Lors de ce vendredi, les meilleurs temps sont réalisés par les Brésiliens Rubens Barrichello et Cristiano da Matta,,.
Le samedi, lors des derniers Essais libres, Kimi Räikkönen réalise le meilleur temps avec MP4/19B, établissant le record officieux du tracé. Mais les écarts sont minimes : le troisième, Michael Schumacher, est à moins de six centièmes, le huitième, David Coulthard, à moins de cinq dixièmes et le treizième, Christian Klien, à moins d'une seconde.
Les Toyota créent la surprise en se hissant toutes les deux dans le top 10 tandis que les pilotes Renault sont mal placés (neuvième et dixième), mais Fernando Alonso a été gêné dans ses tours les plus rapides par un drapeau jaune au premier secteur (où Bruni avait immobilisé sa Minardi), puis il a fait une erreur en arrivant un peu vite dans la dernière chicane.
Jarno Trulli a fait la même erreur que pendant la première séance, passant dans l'herbe après l'épingle du Château d'eau. L'italien s'est montré le plus rapide dans le deuxième secteur, et Alonso le plus rapide dans la troisième portion.
Lors de cette séance, Giancarlo Fisichella est victime d'un accident. En entrant dans la dernière chicane du circuit, sa suspensions avant-droite casse et l'avant-gauche se brise à la sortie. Sa monoplace hors de contrôle, Fisichella heurte un mur de pneus.

### Séances du vendredi
| Pos. | No | Pilote             | Écurie       | Temps    |
| ---- | -- | ------------------ | ------------ | -------- |
| 1    | 2  | Rubens Barrichello | Ferrari      | 1'15"487 |
| 2    | 1  | Michael Schumacher | Ferrari      | 1'15"713 |
| 3    | 4  | Marc Gené          | Williams-BMW | 1'19"348 |

| Pos. | No | Pilote             | Écurie    | Temps    |
| ---- | -- | ------------------ | --------- | -------- |
| 1    | 16 | Cristiano da Matta | Toyota    | 1'15"518 |
| 2    | 7  | Jarno Trulli       | Renault   | 1'16"206 |
| 3    | 35 | Anthony Davidson   | BAR-Honda | 1'16"231 |

### Séances du samedi
| Pos. | No | Pilote             | Écurie           | Temps    |
| ---- | -- | ------------------ | ---------------- | -------- |
| 1    | 1  | Michael Schumacher | Ferrari          | 1'14"944 |
| 2    | 5  | David Coulthard    | McLaren-Mercedes | 1'15"402 |
| 3    | 7  | Jarno Trulli       | Renault          | 1'15"423 |

| Pos. | No | Pilote             | Écurie           | Temps    |
| ---- | -- | ------------------ | ---------------- | -------- |
| 1    | 6  | Kimi Räikkönen     | McLaren-Mercedes | 1'14"513 |
| 2    | 9  | Jenson Button      | BAR-Honda        | 1'14"568 |
| 3    | 1  | Michael Schumacher | Ferrari          | 1'14"571 |

## Résultats des qualifications

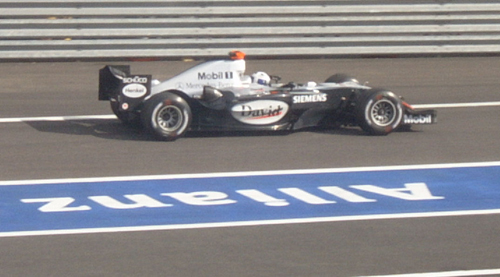
David Coulthard sur McLaren MP4/19B à Magny-Cours en 2004.

La séance d'essais qualificatifs se déroule le samedi et est scindée en deux sessions d'une heure espacées de deux minutes. Les pilotes s'élancent un à un, dans l'ordre d'arrivée de la course précédente, pour une série de trois tours (lancement depuis les stands, chronométrage sur un tour de piste lancé et décélération pour retour aux stands). Lors de la seconde session, les pilotes s'élancent à nouveau un à un, mais dans l'ordre inverse des temps réalisés en première session (le pilote le plus rapide en Q1 s'élance en dernier en Q2), pour une série de trois tours (lancement depuis les stands, chronométrage sur un tour de piste lancé et décélération pour retour aux stands).
Fernando Alonso se montre le plus rapide et signe sa première pole position de la saison et la troisième de sa carrière. La dernière pole position de l'écurie Renault pour son Grand Prix national datait de 1984 avec Patrick Tambay.
Fernando Alonso devance Michael Schumacher et David Coulthard. Avec ce troisième temps, Coultard offre à Mclaren sa meilleure position sur la grille depuis le début de la saison.
« Le résultat prouve que nous avons accompli des progrès et je suis heureux que le travail de l'équipe nous mène dans la bonne direction. Nous devons encore attendre la course pour savoir où nous nous situons par rapport aux stratégies de carburant de nos adversaires, mais nous avons progressé sensiblement », déclare le pilote écossais.
Le deuxième pilote de Renault, Jarno Trulli, est seulement cinquième en raison d'un blocage de roue au Château d'Eau, un endroit du circuit où il a fait plusieurs fautes depuis le début du Grand Prix. Derrière lui, on trouve Juan-Pablo Montoya qui était pourtant devant Fernando Alonso après les deux premiers secteurs. Six pilotes ont d'ailleurs fait mieux qu'Alonso dans le premier secteur.
Rubens Barrichello n'a pas participé à la première séance à cause d'un problème hydraulique sur sa Ferrari F2004.
| Pos. | No | Pilote               | Écurie           | Temps    | Écart  | Tours |
| ---- | -- | -------------------- | ---------------- | -------- | ------ | ----- |
| 1    | 8  | Fernando Alonso      | Renault          | 1:13.698 |        | 6     |
| 2    | 1  | Michael Schumacher   | Ferrari          | 1:13.971 | +0.273 | 6     |
| 3    | 5  | David Coulthard      | McLaren-Mercedes | 1:13.987 | +0.289 | 6     |
| 4    | 9  | Jenson Button        | BAR-Honda        | 1:13.995 | +0.297 | 6     |
| 5    | 7  | Jarno Trulli         | Renault          | 1:14.070 | +0.372 | 6     |
| 6    | 3  | Juan Pablo Montoya   | Williams-BMW     | 1:14.172 | +0.474 | 6     |
| 7    | 10 | Takuma Satō          | BAR-Honda        | 1:14.240 | +0.542 | 6     |
| 8    | 4  | Marc Gené            | Williams-BMW     | 1:14.275 | +0.577 | 6     |
| 9    | 6  | Kimi Räikkönen       | McLaren-Mercedes | 1:14.346 | +0.648 | 6     |
| 10   | 2  | Rubens Barrichello   | Ferrari          | 1:14.478 | +0.780 | 3     |
| 11   | 16 | Cristiano da Matta   | Toyota           | 1:14.553 | +0.855 | 6     |
| 12   | 14 | Mark Webber          | Jaguar-Cosworth  | 1:14.798 | +1.100 | 6     |
| 13   | 15 | Christian Klien      | Jaguar-Cosworth  | 1:15.065 | +1.367 | 6     |
| 14   | 17 | Olivier Panis        | Toyota           | 1:15.130 | +1.432 | 6     |
| 15   | 11 | Giancarlo Fisichella | Sauber-Petronas  | 1:16.177 | +2.479 | 6     |
| 16   | 12 | Felipe Massa         | Sauber-Petronas  | 1:16.200 | +2.502 | 6     |
| 17   | 18 | Nick Heidfeld        | Jordan-Ford      | 1:16.807 | +3.109 | 6     |
| 18   | 19 | Giorgio Pantano      | Jordan-Ford      | 1:17.462 | +3.764 | 6     |
| 19   | 20 | Gianmaria Bruni      | Minardi-Cosworth | 1:17.913 | +4.215 | 6     |
| 20   | 21 | Zsolt Baumgartner    | Minardi-Cosworth | 1:18.247 | +4.549 | 6     |

## Classement

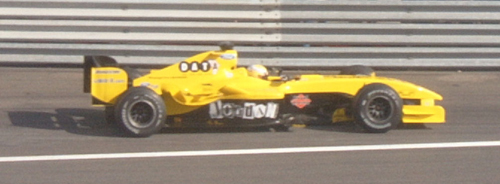
Giorgio Pantano sur Jordan à Magny-Cours en 2004.

| Pos  | N° | Pilote               | Nationalité | Écurie           | Tours | Temps/Abandon                      | Grille | Points |
| ---- | -- | -------------------- | ----------- | ---------------- | ----- | ---------------------------------- | ------ | ------ |
| 1    | 1  | Michael Schumacher   | Allemagne   | Ferrari          | 70    | 1 h 30 min 18 s 133 (205,036 km/h) | 2      | 10     |
| 2    | 8  | Fernando Alonso      | Espagne     | Renault          | 70    | +8 s 329                           | 1      | 8      |
| 3    | 2  | Rubens Barrichello   | Brésil      | Ferrari          | 70    | + 31 s 622                         | 10     | 6      |
| 4    | 7  | Jarno Trulli         | Italie      | Renault          | 70    | + 32 s 082                         | 5      | 5      |
| 5    | 9  | Jenson Button        | Royaume-Uni | BAR-Honda        | 70    | + 32 s 484                         | 4      | 4      |
| 6    | 5  | David Coulthard      | Royaume-Uni | McLaren-Mercedes | 70    | + 35 s 520                         | 3      | 3      |
| 7    | 6  | Kimi Räikkönen       | Finlande    | McLaren-Mercedes | 70    | + 36 s 230                         | 9      | 2      |
| 8    | 3  | Juan Pablo Montoya   | Colombie    | Williams-BMW     | 70    | + 43 s 419                         | 6      | 1      |
| 9    | 14 | Mark Webber          | Australie   | Jaguar- Cosworth | 70    | + 52 s 394                         | 12     |        |
| 10   | 4  | Marc Gené            | Espagne     | Williams-BMW     | 70    | + 58 s 166                         | 8      |        |
| 11   | 15 | Christian Klien      | Autriche    | Jaguar- Cosworth | 69    | + 1 tour                           | 13     |        |
| 12   | 11 | Giancarlo Fisichella | Italie      | Sauber-Petronas  | 69    | + 1 tour                           | 15     |        |
| 13   | 12 | Felipe Massa         | Brésil      | Sauber-Petronas  | 69    | + 1 tour                           | 16     |        |
| 14   | 16 | Cristiano da Matta   | Brésil      | Toyota           | 69    | + 1 tour                           | 11     |        |
| 15   | 17 | Olivier Panis        | France      | Toyota           | 68    | + 2 tours                          | 14     |        |
| 16   | 18 | Nick Heidfeld        | Allemagne   | Jordan           | 68    | + 2 tours                          | 17     |        |
| 17   | 19 | Giorgio Pantano      | Italie      | Jordan           | 67    | + 3 tours                          | 18     |        |
| 18   | 20 | Gianmaria Bruni      | Italie      | Minardi          | 66    | + 4 tours                          | 19     |        |
| Abd. | 21 | Zsolt Baumgartner    | Hongrie     | Minardi          | 31    | Sortie de piste                    | 20     |        |
| Abd. | 10 | Takuma Satō          | Japon       | BAR-Honda        | 15    | moteur                             | 7      |        |

## Pole position et record du tour
- Pole position : Fernando Alonso en 1 min 13 s 698
- Meilleur tour en course : Michael Schumacher en 1 min 15 s 377 au 32e tour.

## Tours en tête
- Fernando Alonso 36 (1-32 / 43-46)
- Michael Schumacher 34 (33-42 / 47-70)

## Statistiques
- 79e victoire pour Michael Schumacher.
- 176e victoire pour Ferrari en tant que constructeur.
- 176e victoire pour Ferrari en tant que motoriste.
- Michael Schumacher a fait quatre arrêts au stand.
- Retour de Marc Gené chez Williams, pour remplacer Ralf Schumacher, blessé depuis le Grand Prix des États-Unis.